# Паскал Стружев
Паскал Василев Стружев е български художник, пейзажист и наивист.

## Биография
Паскал Стружев е роден през 1913 година в завзетия от гръцки войски македонски градец Хрупища (днес Аргос Орестико, Гърция). От 1925 година живее в Асеновград, а от 1950 година – в Пловдив. През 1935 година завършва курс по декоративно изкуство в София при проф. Баджов.
Стружев рисува предимно пейзажи и натюрморти с наситен колорит, вдъхновени от природата и от българската възрожденска архитектура.